# 诺瓦莱斯 (韦斯卡省)
诺瓦莱斯（西班牙語：Novales）是西班牙阿拉贡自治区韦斯卡省的一个市镇。总面积20平方公里，总人口180人（2001年），人口密度9人/平方公里。